# Mechanická mířidla

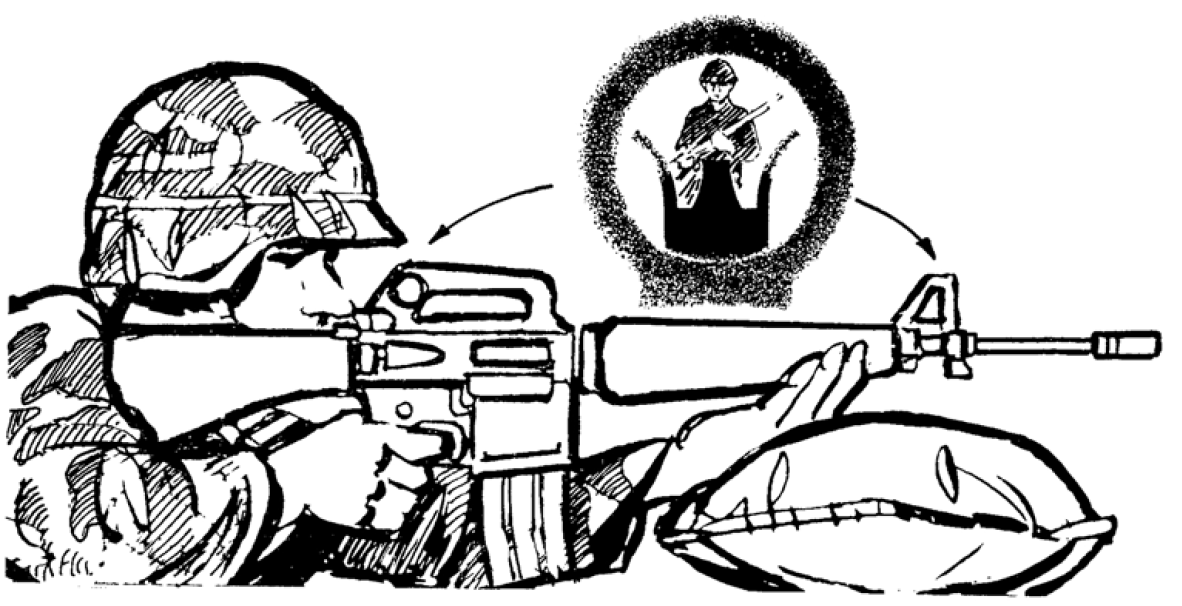
Mechanická mířidla na útočné pušce M16

Mechanická mířidla je zařízení určené pro zamíření střelné zbraně na zvolený cíl. V některých pramenech se používá označení mechanické zaměřovače. Vedle mechanických existují ještě optické zaměřovače. Mechanické zaměřovače se dále dělí na otevřené a dioptrové.

## Použití mechanických mířidel
Mechanická mířidla se používají především při střelbě ze zbraní určených pro střelbu na přímou viditelnost. Typické je použití na ručních hlavňových zbraních, ale používají se i na mechanických zbraních, jako je například kuše.
Omezením při používání mechanických mířidel jsou schopnosti lidského zraku. Při míření je potřeba sledovat současně mířidla i cíl. Lidské oko není schopno vidět ostře současně předměty blízké a vzdálené. Tato skutečnost vede k chybám míření s mechanickými mířidly. Pokud se míření provádí za snížené viditelnosti, nebo má střelec nějakou zrakovou vadu stává se míření mechanickými mířidly ještě obtížnější.

## Otevřená mechanická mířidla
Jde o nejjednodušší konstrukci mířidel. Obvykle je tvořena dvěma hlavními prvky - muškou a hledím. Muška a hledí mohou mít různé tvary.
Výjimečně na brokovnicích je muška a hledí nahrazena lištou a muškou, nebo i samostatnou lištou. Existují i zbraně které používají namísto hledí druhou mušku. Takovéto provedení lze najít na historických zbraních, nebo i některých starších brokovnicích.
Doporučený postup míření na otevřených mířidlech je zaostřit zrak především na mušku.

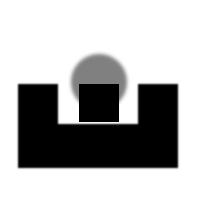
Zaostření na mušku.

## Dioptrická mířidla
Principem dioptru je nahrazení hledí kruhovou clonou s malým průměrem. Stále jde o mechanické řešení bez čoček a optiky. Využívá se tak schopnost identifikovat střed kruhu i v případě, že je kruh okem pozorován jako neostrý. Navíc se díky dioptru snižuje akomodační interval ze 4 na cca 1,5 dioptrie.

S dioptrem může stejný střelec střílet lépe na větší vzdálenost než s otevřenými mířidly. Nevýhodou dioptru je zmenšení zorného pole střelce a horší míření za nepříznivých světelných podmínek.

## Nastavení mířidel
Dráha střely není přímka. Střela se pohybuje po prostorové dráze nazývané balistická křivka. Při míření na cíl srovnáváme zaměřovací prvky a cíl na přímku. Tato přímka se nazývá záměrná. Mířidla se nastavují tak aby se záměrná protínala s balistickou křivkou. K tomuto protínání dochází v konkrétní vzdálenosti od zbraně. Respektive může jít o dva průsečíky, tedy i dvě různé vzdálenosti.
To je vzdálenost na kterou je zbraň tzv. nastřelena.
Pokud se střílí na jinou vzdálenost, musí se střelec s tímto rozdílem vyrovnat. Může jej zanedbat, nebo provést korekci. Korekce se provádí buď přenesením záměrného bodu, nebo změnou nastavení mířidel.
Přenesení záměrného bodu znamená, že pomocí mířidel zamíříme na bod posunutý od bodu zásahu tak, aby byla korigována chyba. Pokud například zjistíme, že při míření na střed terče zasahujeme nad středem, míříme na dolní okraj terče.

Zamíření na spodní okraj terče.

Další možností je korigovat mířidla. Na otevřených mířidlech bývá nastavitelné hledí se stupnicí obvykle ukazující vzdálenost nastřelení. Na dioptru bývá korekce uvedena v úhlových jednotkách, jako je například MOA, nebo MilDot.

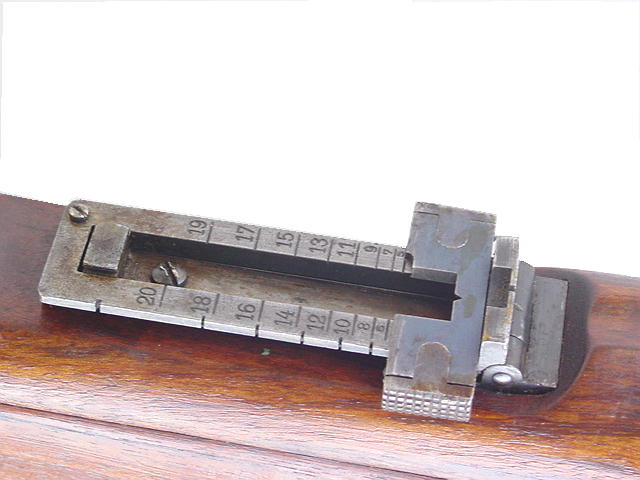
Nastavitelné hledí na pušce Mauser
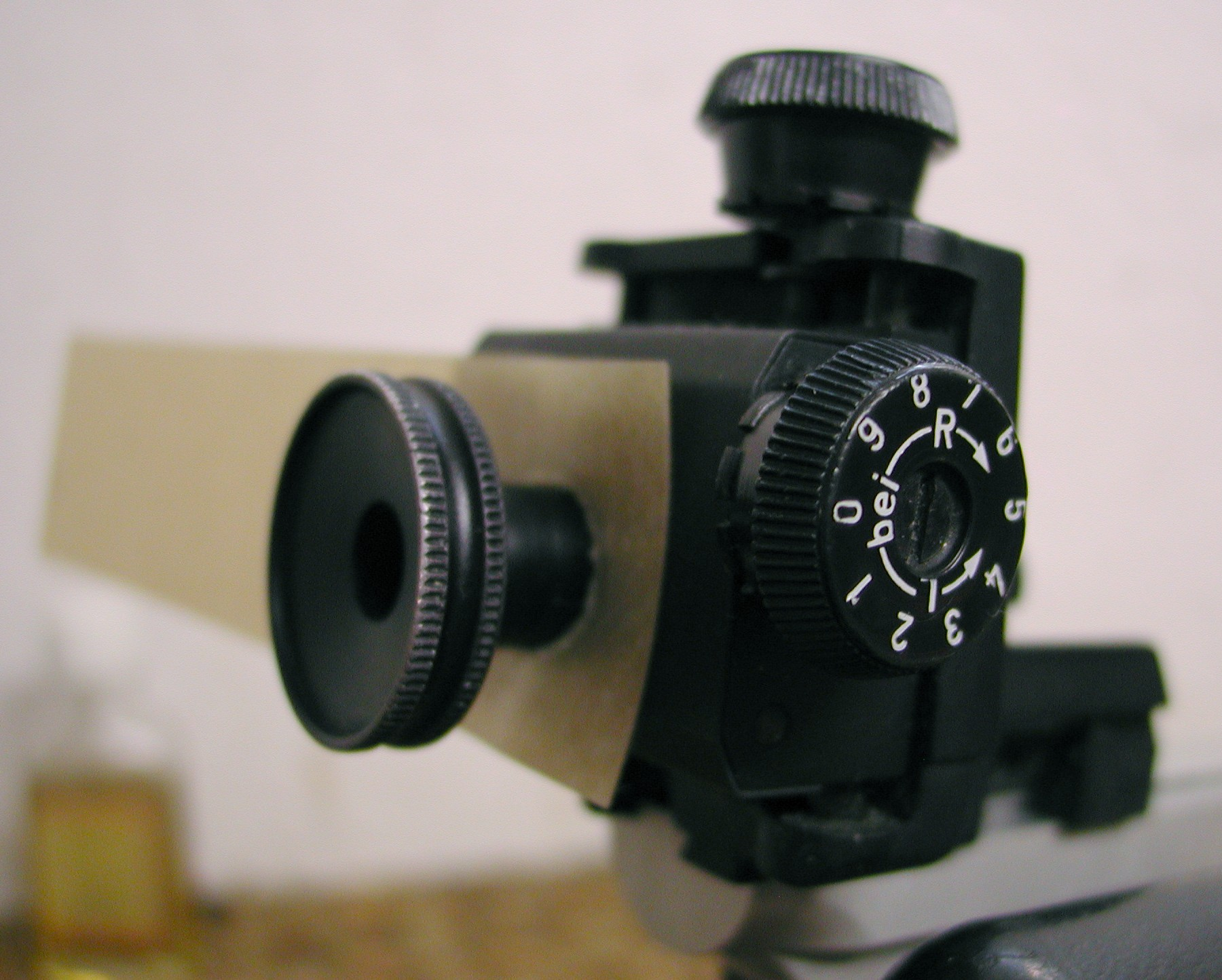
Nastavitelný dioptr na soutěžní vzduchovce